# Кастре (волость)
Ка́стре (эст. Kastre vald) — волость в Эстонии в составе уезда Тартумаа. Образована в 2017 году. Административный центр — деревня Курепалу.

## География и описание

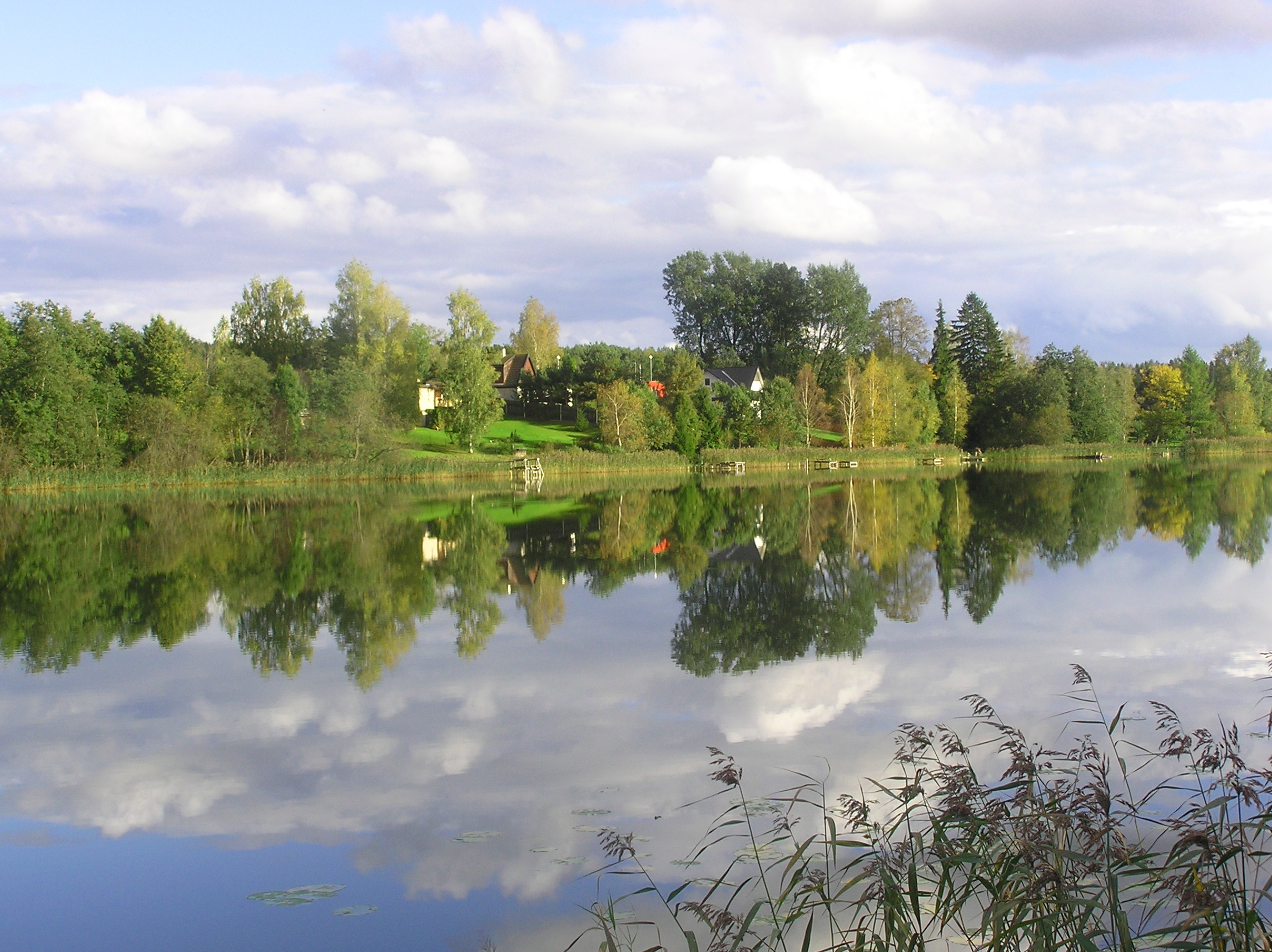
Озеро Агали

Расположена на юго-востоке Эстонии. Площадь — 492,73 км², плотность населения на 1 января 2024 года составила 12,1 чел./км². Граничит с волостями Луунья, Камбья, Ряпина, Пылва и Пейпсияэре.
По территории волости протекают реки Эмайыги, Апна, Мыра, Савийыги и др. Крупнейшие озёра волости: Калли, Леэгу, Ахиярв, Аардла, Вынгъярв. На территории волости находятся также озёра Аардла, Агали,  Меллисте, Ийзаку, Криймани, Пока и другие малые озёра.
На территории волости находится несколько охраняемых государством природных объектов, среди них — ландшафтная область под названием «Борозда Калевипоэга» (в ориг. — Kalevipoja künnivagu). Охраняемая территория была создана в 1964 году и представляет собой глубокую (до 22 м) впадину длиной 0,9 км и площадью 11,5 га в начале древней долины Пока-Луутсма. Около 9 % территории волости занимает один из крупнейших болотных массивов Восточной Эстонии и самое старое скопление дельтовых болот Тартумаа — Эмайыэ-Суурсоо (площадь 250 км²).
Полезные ископаемые: строительный песок, щебень, торф, сапропель, озёрная гажа.

## История
Волость Кастре была основана 24 октября 2017 года в результате административно-территориальной реформы путём слияния волостей Хааслава, Мякса и Вынну, а также присоединения к ним двух деревень упразднённой волости Меэкси: Ярвселья и Рыка. Административный центр волости — деревня Курепалу.
Историческое русское название волости Кастре во времена Российской империи — Кастерская волость.

## Символика
Герб: геральдический щит поделён наклонной серебристой волнистой полосой на синюю и зелёную части; на зелёной части серебристый петлеобразный четырёхсторонник, на синей части серебристый колокол.

Флаг: полотнище поделено наклонной белой волнистой полосой на синюю и зелёную части, на зелёной части белый петлеобразный четырёхсторонник, на синей части белый колокол. Нормальные размеры флага 105×165 см, соотношение ширины и длины 7:11.

## Населённые пункты
В волости 2 посёлка и 49 деревень.

Посёлки: Вынну, Ройу.

Деревни: Аадами, Аардла, Аардлапалу, Агали, Ахунапалу, Алакюла, Аруайа, Вана-Кастре, Вескимяэ, Вырукюла, Выыпсте, Игевере, Игнасе, Имсте, Иссаку, Каагвере, Каарлимыйза, Канну, Кастре, Китсекюла, Коке, Криймани, Курепалу, Куриста, Кыйвукюла, Кынну, Ланге, Лийзпыллу, Ляэнисте, Меллисте, Метсанурга, Мыра, Мякса, Мялетъярве, Палукюла, Пока, Пяксте, Рооксе, Рыка, Саракусте, Судасте, Таммевалдма, Терикесте, Тигасе, Тыырасте, Уникюла, Хааслава, Хаммасте, Ярвселья.

## Демография по данным Регистра народонаселения
В 2014–2019 годах численность населения на территории нынешней волости имела общую тенденцию к увеличению. По данным Регистра народонаселения, который ведёт Министерство внутренних дел Эстонии, в 2019 году в волости проживали 5252 человека; возрастное распределение: 18 лет и моложе — 1029 человек, 19–64 года — 3333, 65 лет и старше — 890. Удельный вес детей и 20-летней молодёжи был практически равен среднему по Эстонии. По данным Департамента социального страхования, по состоянию на 31 декабря 2018 года число людей с недостатками здоровья (инвалидов) в волости составило 807 человек, из них 9 % — дети (78 чел.); из общего числа трудоспособных лиц инвалиды составили 9,5 % (321 чел.), из числа пожилых людей — 49,5 % (408 чел.). Удельный вес инвалидов в волости составил 15,9 % от общего числа её жителей.

## Данные Департамента статистики
Данные Департамента статистики Эстонии о волости Кастре:

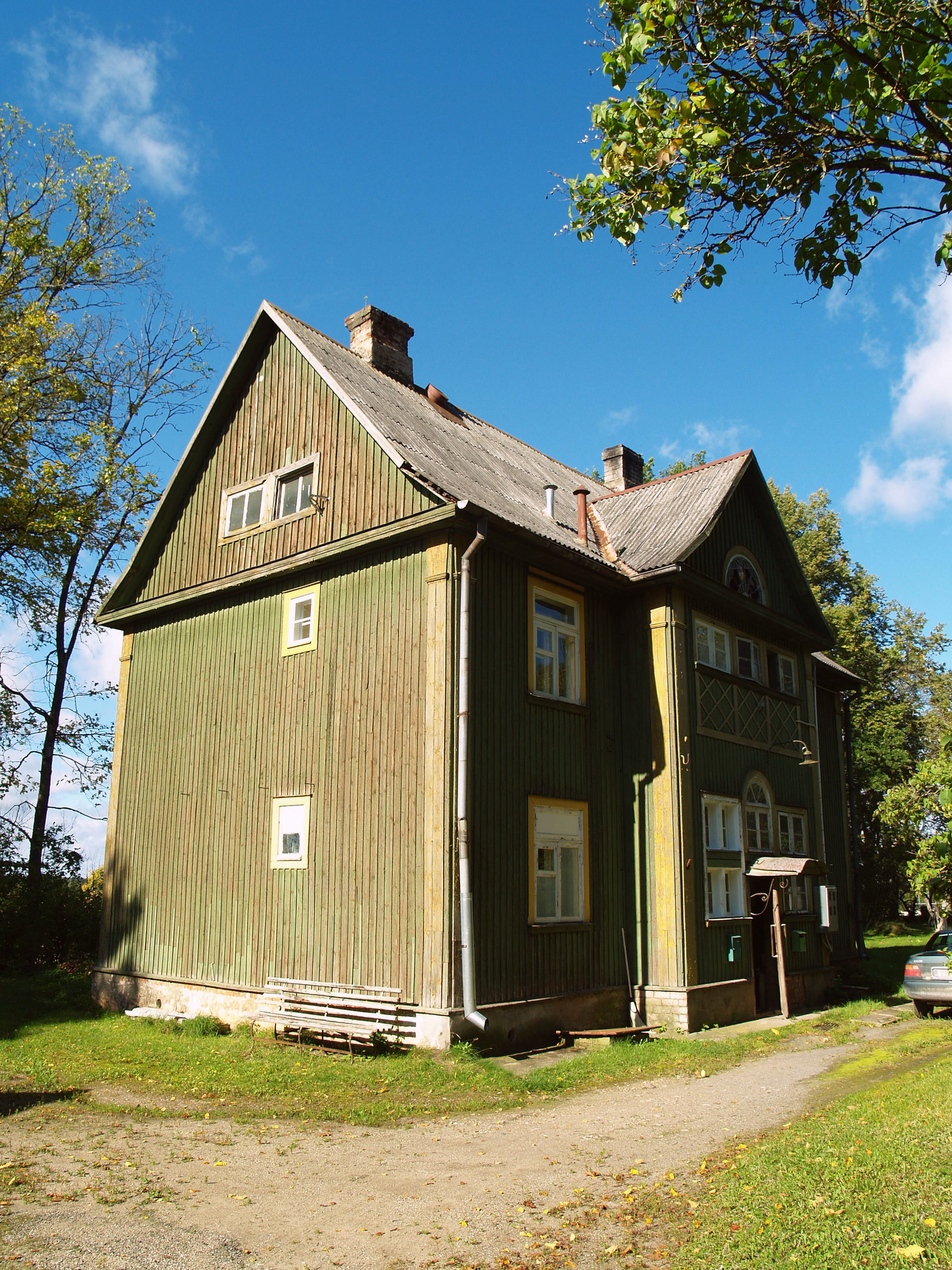
Жилой дом в деревне Тыырасте

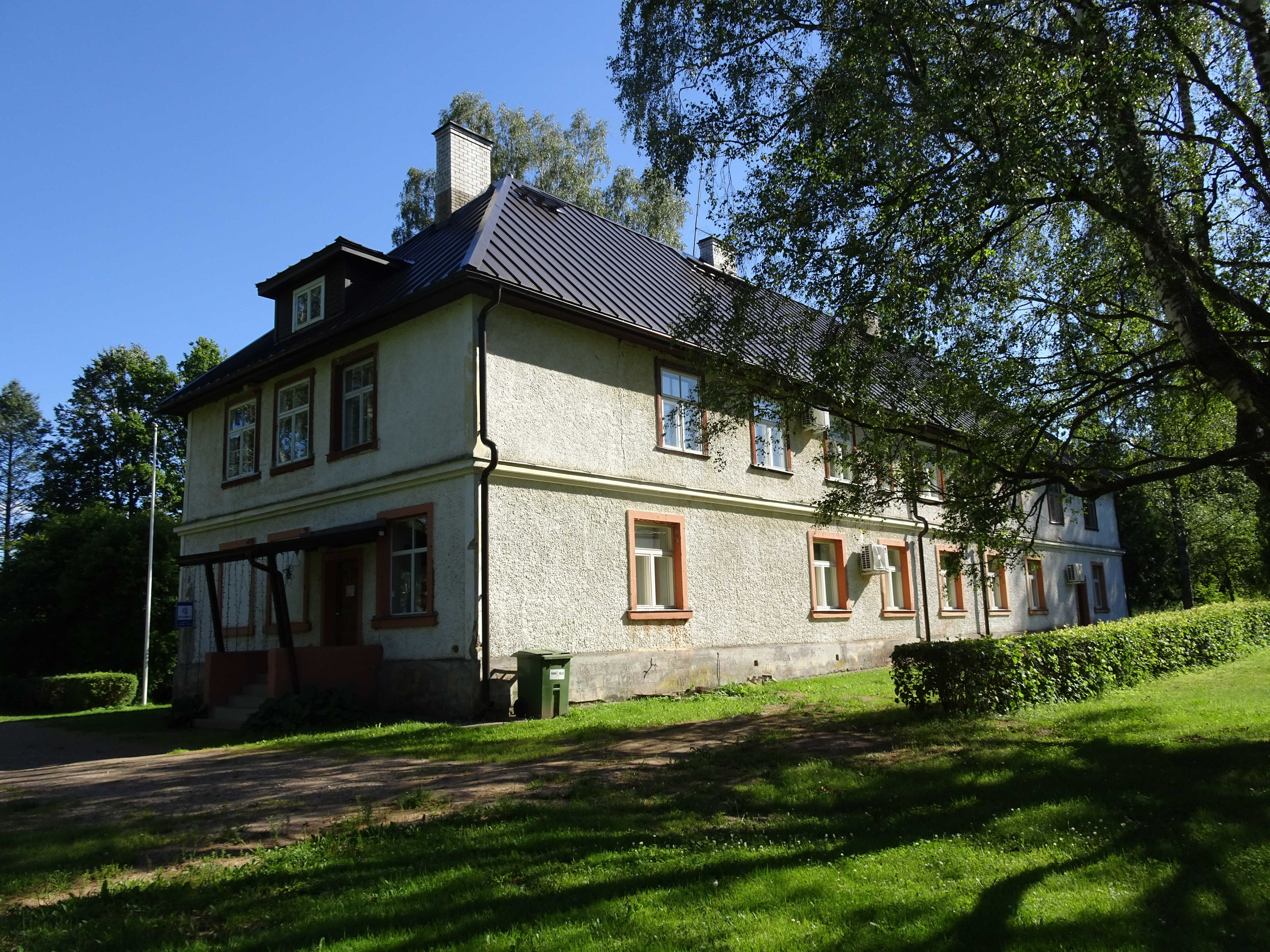
Библиотека в здании бывшей школы деревни Выыпсте

Число жителей на 1 января каждого года:
| Год  | 2015 | 2016   | 2017   | 2018   | 2019   | 2020   | 2021   | 2022   | 2023   | 2024   |
| ---- | ---- | ------ | ------ | ------ | ------ | ------ | ------ | ------ | ------ | ------ |
| Чел. | 4666 | ↗ 4731 | ↗ 5086 | ↘ 5085 | ↗ 5184 | ↗ 5263 | ↗ 5430 | ↘ 5401 | ↗ 5718 | ↗ 5986 |

Число рождений (живорождённых):
| Год  | 2015 | 2016 | 2017 | 2018 | 2019 | 2020 | 2021 | 2022 | 2023 |
| ---- | ---- | ---- | ---- | ---- | ---- | ---- | ---- | ---- | ---- |
| Чел. | 52   | → 52 | ↘ 46 | ↗ 80 | ↘ 78 | ↘ 66 | ↗ 93 | ↘ 90 | ↗ 94 |

Число умерших:
| Год  | 2015 | 2016 | 2017 | 2018 | 2019 | 2020 | 2021 | 2022 | 2023 |
| ---- | ---- | ---- | ---- | ---- | ---- | ---- | ---- | ---- | ---- |
| Чел. | 57   | ↘ 51 | ↗ 60 | ↘ 37 | ↗ 60 | ↘ 53 | ↗ 71 | ↘ 67 | ↗ 79 |

Зарегистрированные безработные:
| Год  | 2015 | 2016 | 2017 | 2018 | 2019 | 2020 | 2021 | 2022 | 2023 |
| ---- | ---- | ---- | ---- | ---- | ---- | ---- | ---- | ---- | ---- |
| Чел. | 85   | 93   | 104  | 113  | 125  | 145  | 181  | 173  | 207  |

*2015—2019 годы — среднегодовое число, с 2020 года — на 1 января.
Средняя брутто-зарплата работника:
| Год  | 2015 | 2016  | 2017   | 2018   | 2019   | 2020   | 2021   | 2022   |
| ---- | ---- | ----- | ------ | ------ | ------ | ------ | ------ | ------ |
| Евро | 926  | ↗ 996 | ↗ 1068 | ↗ 1148 | ↗ 1228 | ↗ 1302 | ↗ 1404 | ↗ 1523 |

В 2019 году волость Кастре занимала 28 место по величине средней брутто-зарплаты среди 79 муниципалитетов Эстонии.
Число учеников в школах:
| Год  | 2015 | 2016  | 2017  | 2018  | 2019  | 2020  | 2021  | 2022  | 2023  | 2024  |
| ---- | ---- | ----- | ----- | ----- | ----- | ----- | ----- | ----- | ----- | ----- |
| Чел. | 396  | ↗ 425 | ↗ 473 | ↘ 443 | ↗ 465 | ↗ 479 | ↗ 508 | ↗ 526 | ↗ 568 | ↗ 594 |

## Инфраструктура

### Образование
Образовательные учреждения волости: детсад в Вынну, начальная школа-детсад Меллисте, школа Силлаотса и средняя школа Вынну. В волости также находится Учебный центр Эмайыэ Образовательной коллегии Маарьямаа и основная школа для детей с нарушениями психики и проблемами поведения, подчиняющаяся непосредственно Министерству образования и науки Эстонии.

### Медицина и социальное обеспечение
Медицинскую помощь первого уровня в волости оказывают 3 семейных врача: в медицинском центре Меллисте, в посёлках Вынну и Ройу. В этих же населённых пунктах есть аптеки. Услуги здравоохранения высшего уровня и скорую медицинскую помощь жители волости могут получить в уездном центре — городе Тарту.
Услуги социального обеспечения оказывают Дом по уходу «Хярмалынг» (SA Hooldekodu Härmalõng) на 80 мест, имеющий отделения в Вынну и Кастре и Центр социальных услуг в деревне Пока (Poka Sotsiaalteenuse Keskus). Последний был создан при финансовой поддержке Европейского Социального фонда и Европейского Фонда регионального развития. Он оказывает социальные услуги на дому, услуги опорного лица, услуги дневного ухода за взрослыми людьми-инвалидами и пр.. В Вынну есть дом престарелых и хоспис. Специалист по защите детей принимает в деревне Курепалу по понедельникам и средам с 9:00 до 15:00.
В 2020 году волость Кастре участвует во II туре проекта Европейского Союза «Физическая адаптация жилья людей с инвалидностью», в рамках которого при поддержке волостного бюджета и Европейского Фонда регионального развития оказывается соответствующее содействие восьми лицам. Для этого следует подать в волостную управу специальное ходатайство.

### Культура, досуг и спорт

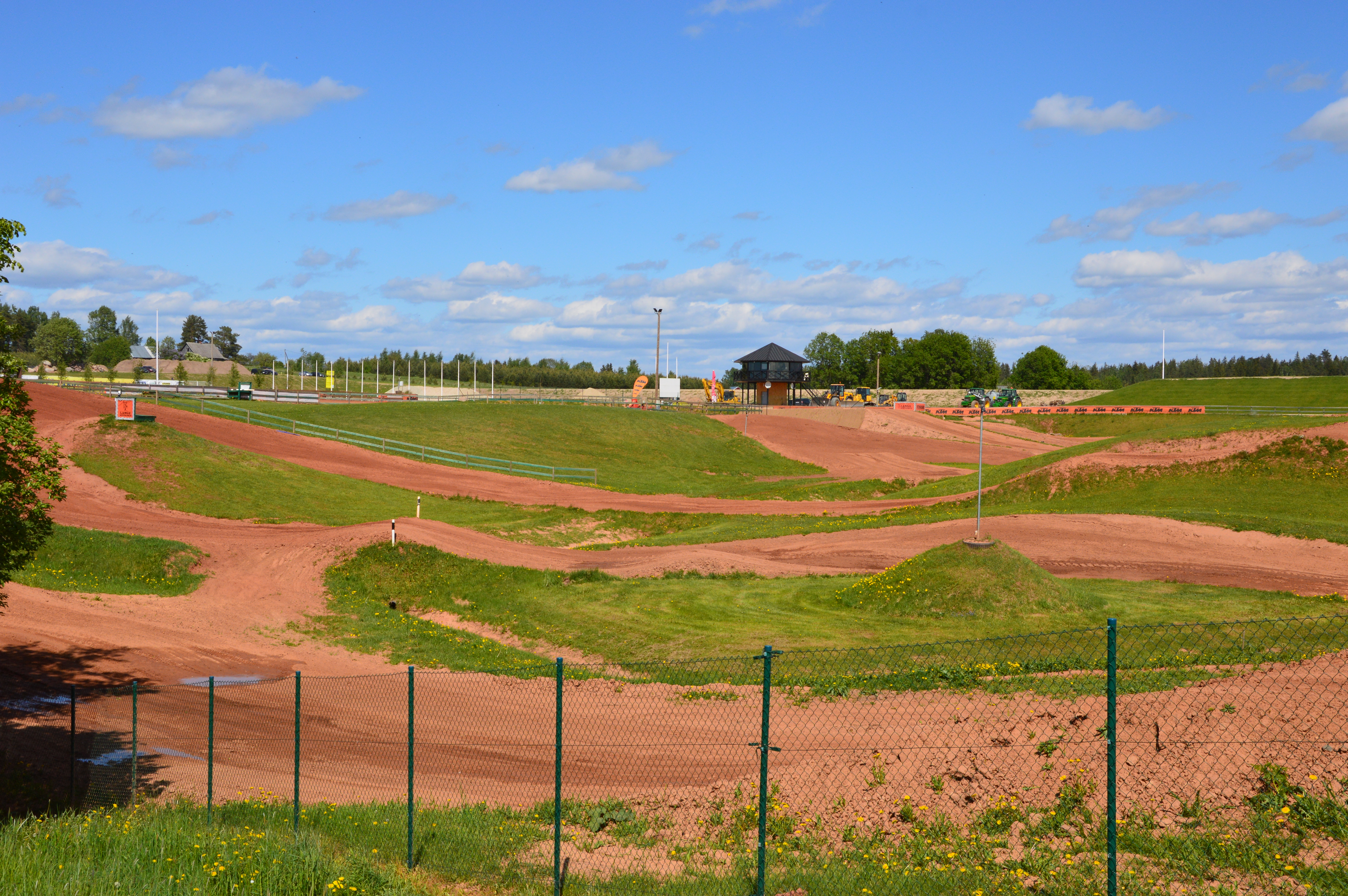
Трасса для мотокроссов в деревне Ланге

В Вынну, Ройу и Меллисте работают молодёжные центры. Другими волостными учреждениями культуры являются дом культуры Вынну, общинный дом Прийусе (построен в 1904 году; его зал вмещает 250 человек), Музей авиации, музейные комнаты в Курепалу и Ярвселья, дом-музей Густава Суйтса, а также 5 библиотек. В доме культуры Вынну работают 12 кружков по интересам. Действуют сельские общества и другие некоммерческие культурные объединения. В 2019 году в волости насчитывалось 13 коллективов культуры с численностью участников 306 человек.
В волости есть 22 спортивных объекта: спортхоллы в Силлаотса  и Меллисте, тренажёрный комплекс в Вынну, стадион в Каагвере и др.. В спортхолле Силлаотса есть зал для игр с мячом и гимнастический зал; в деревне имеются уличный теннисный корт и стадион. В спортхолле Меллисте кроме прочих занятий проходят тренировки Bodybalance. В деревне Ланге в 2012 году был открыл Центр мотоспорта, один из самых современных комплексов для мотокроссов в Северной Европе. С 2014 года в Курепалу расположена площадка для диск-гольфа.

### Транспорт и жилая среда

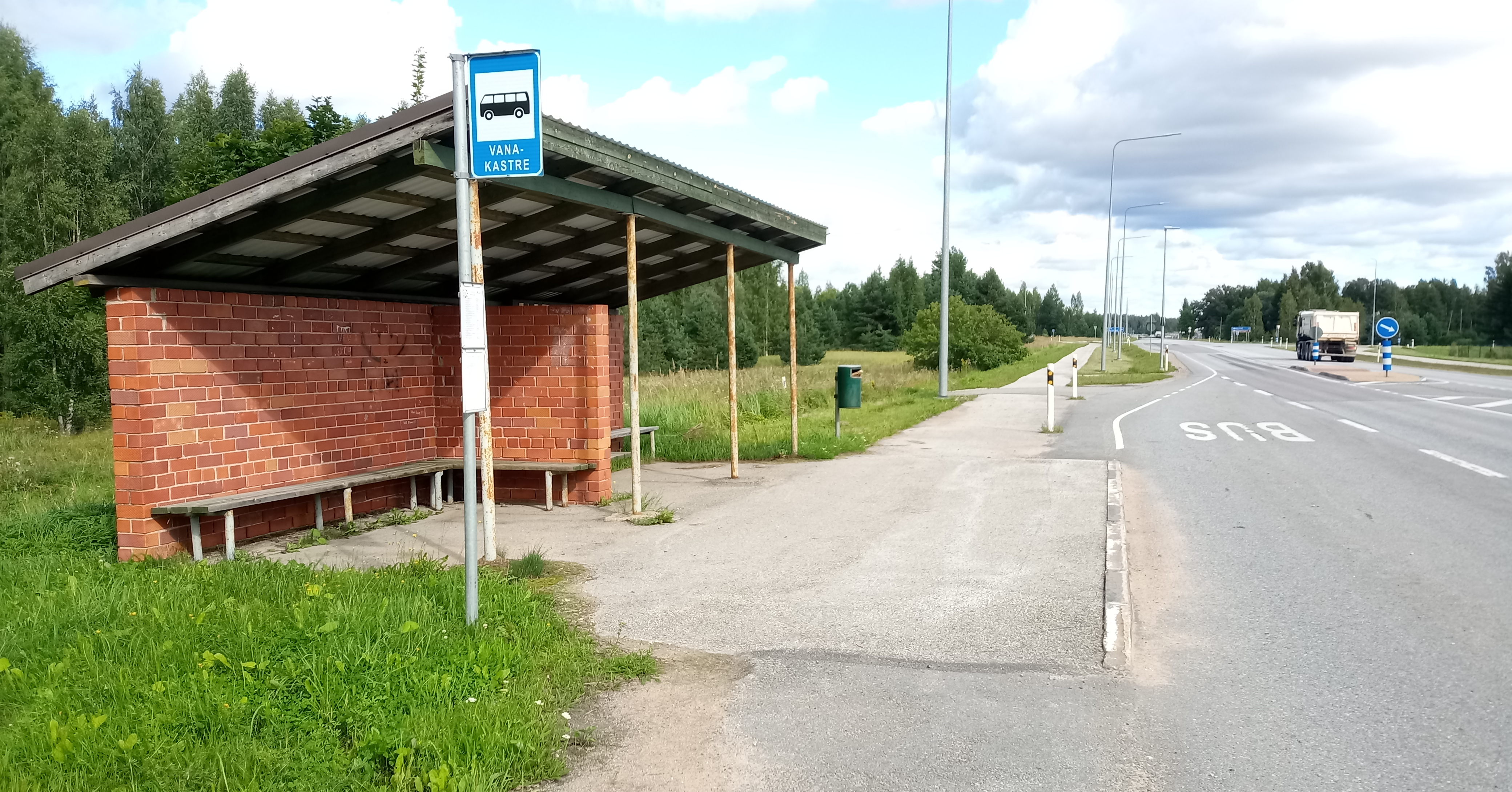
Автобусная остановка в деревне Вана-Кастре

Длина волостных дорог в 2019 году составила 277,6 километров, из них с твёрдым покрытием 29,3 км и щебёнчатых дорог 248,3 км. Организация общественного транспорта в волости в целом на довольно высоком уровне, и для 77 % её жителей доступность общественного транспорта хорошая.
По состоянию на 2019 год сети центрального водоснабжения и канализации имелись в посёлках Вынну и Ройу и деревнях Ардла, Выыпсте, Игнасе, Каагвере, Курепалу, Меллисте, Мякса, Пока и Пяксте. Центральное теплоснабжение имелось в посёлке Вынну и деревне Меллисте. Через волость проходит газопровод высокого давления Изборск—Тарту, чьё ответвление снабжает газом посёлок Ройу, деревни Курепалу и Хааслава, где создана сеть локальных котельных для отопления жилых домов, промышленных предприятий и муниципальных учреждений.
В Тырванди размещается команда Спасательного центра Спасательного департамента Эстонии. В Вынну есть добровольная спасательная дружина.
По данным Департамента полиции за 2015 год уровень преступности во всех  муниципалитетах, образовавших новую волость, был значительно ниже среднего по Эстонии.

## Экономика
Основная часть предприятий волости — это микро-предприятия (численность работников менее 10).
Крупнейшие работодатели волости по состоянию на 31 марта 2020 года:

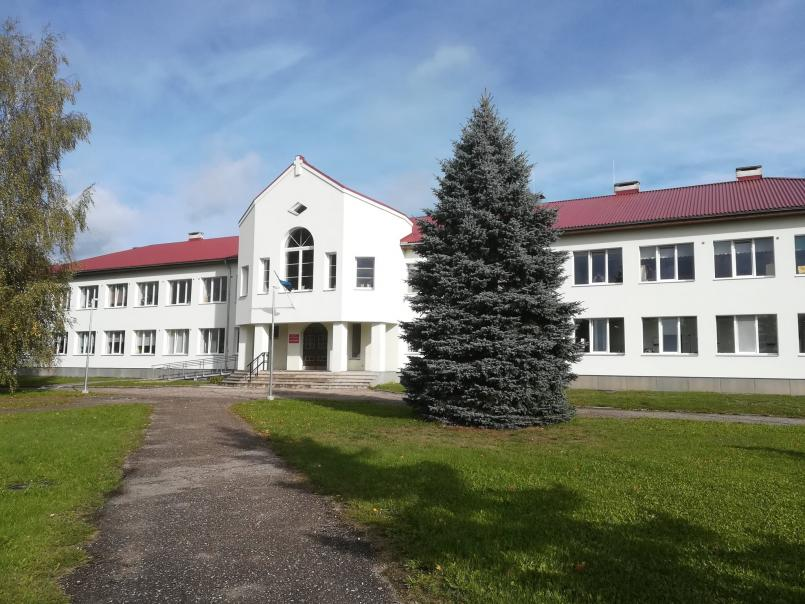
Выннуская гимназия

| Предприятие/организация | Вид деятельности                                               | Численность работников |
| ----------------------- | -------------------------------------------------------------- | ---------------------- |
| Kastre Vallavalitsus    | Волостная управа; орган государственного управления            | 102                    |
| Sillaotsa Kool          | Основная школа-детский сад                                     | 66                     |
| Melliste Kool           | Основная школа-детский сад                                     | 40                     |
| Võnnu Keskkool          | Гимназия                                                       | 38                     |
| Hooldekodu Härmalõng SA | Деятельность по уходу за престарелыми и инвалидами             | 37                     |
| Baltoil AS              | Оптовая торговля химическими продуктами, мотовездеходами и пр. | 35                     |
| AS "Columbia-Kivi"      | Производство строительных изделий из бетона                    | 32                     |
| Osaühing Laur ja Pojad  | Производство пиломатериалов                                    | 16                     |

## Достопримечательности
Памятники культуры:

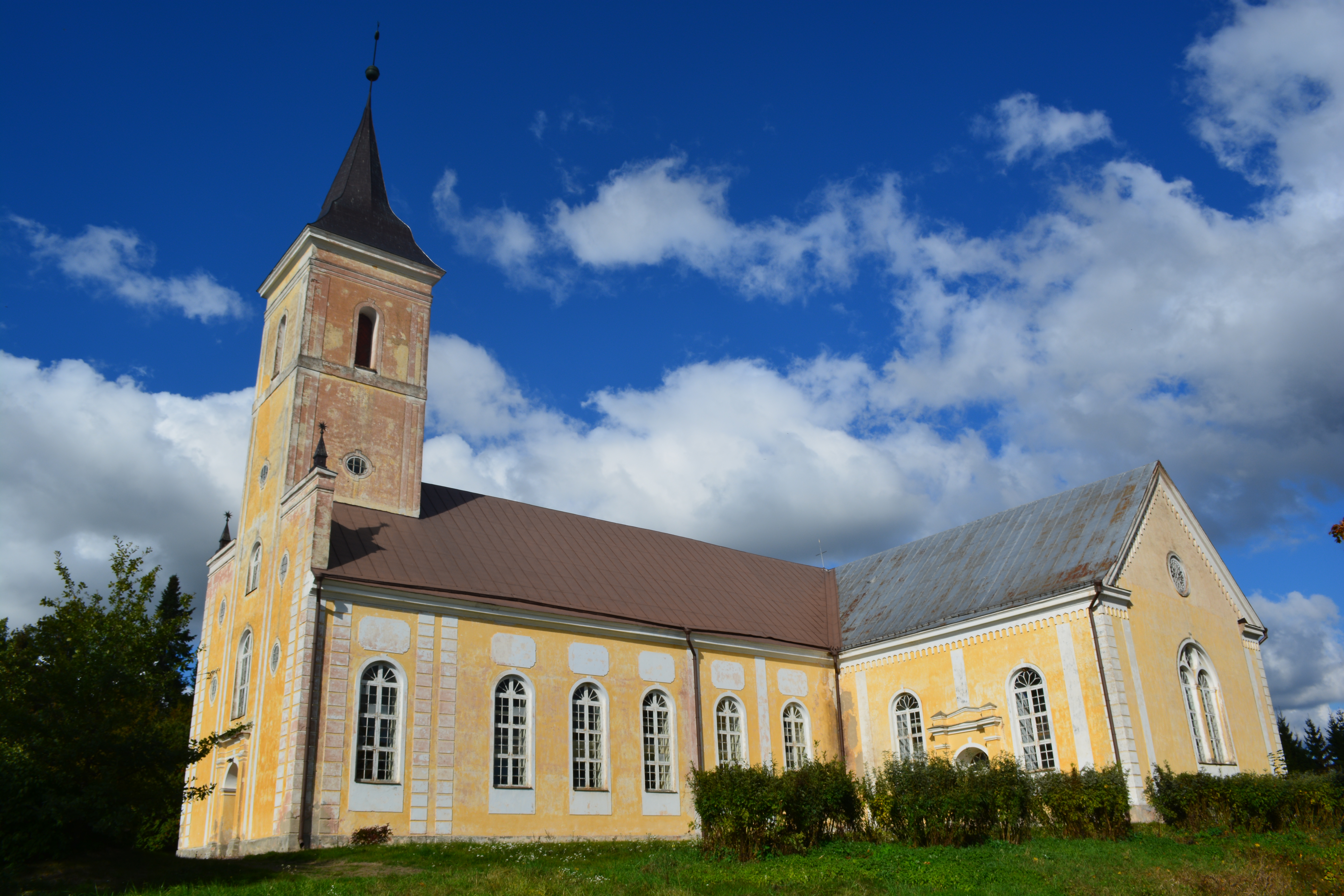
Церковь Вынну

- церковь Вынну, построена в 1361 году, многократно перестраивалась. Одна из самых больших сельских церквей Эстонии и одна из старейших церквей Тартумаа;
- мыза Мексгоф (нем. Mäxhof, Мякса, эст. Mäksa mõis). Впервые упомянута в 1555 году. Господский дом мызы в стиле барокко построен на рубеже XVIII–XIX столетий. Получила своё название от тогдашних владельцев — фон Мекков. Затем ею владели семейство Шюбтер (Schübter), фон Левенштерны, фон Эссены. Последним собственником мызы до её национализации 1919 году был Отто фон Эссен. В настоящее время особняк находится в частной собственности и в целом отреставрирован.

Другие достопримечательности:
- Эстонский музей авиации[англ.];
- Памятник Эстонской освободительной войне в Вынну;
- мыза Кастер (нем. Kaster, Ууэ-Кастре, эст. Uue-Kastre mõis). Одноэтажное каменное главное здание мызы было построено в конце 18-го столетия, в 19-м столетии несколько раз перестраивалось. В настоящее время здание занимает дом по уходу[34].

## Галерея

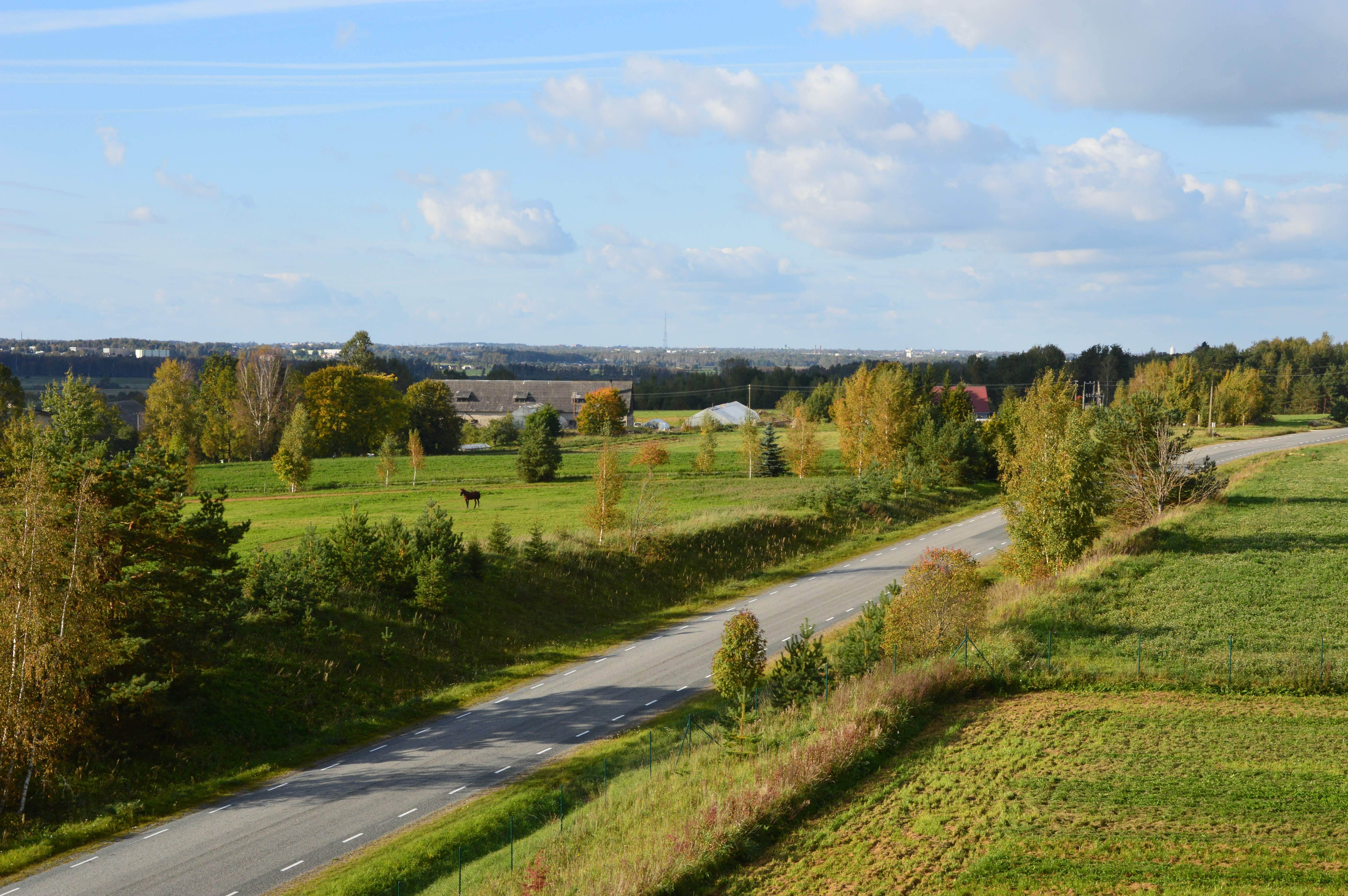
Шоссе Хааслава — Вана-Куустсе
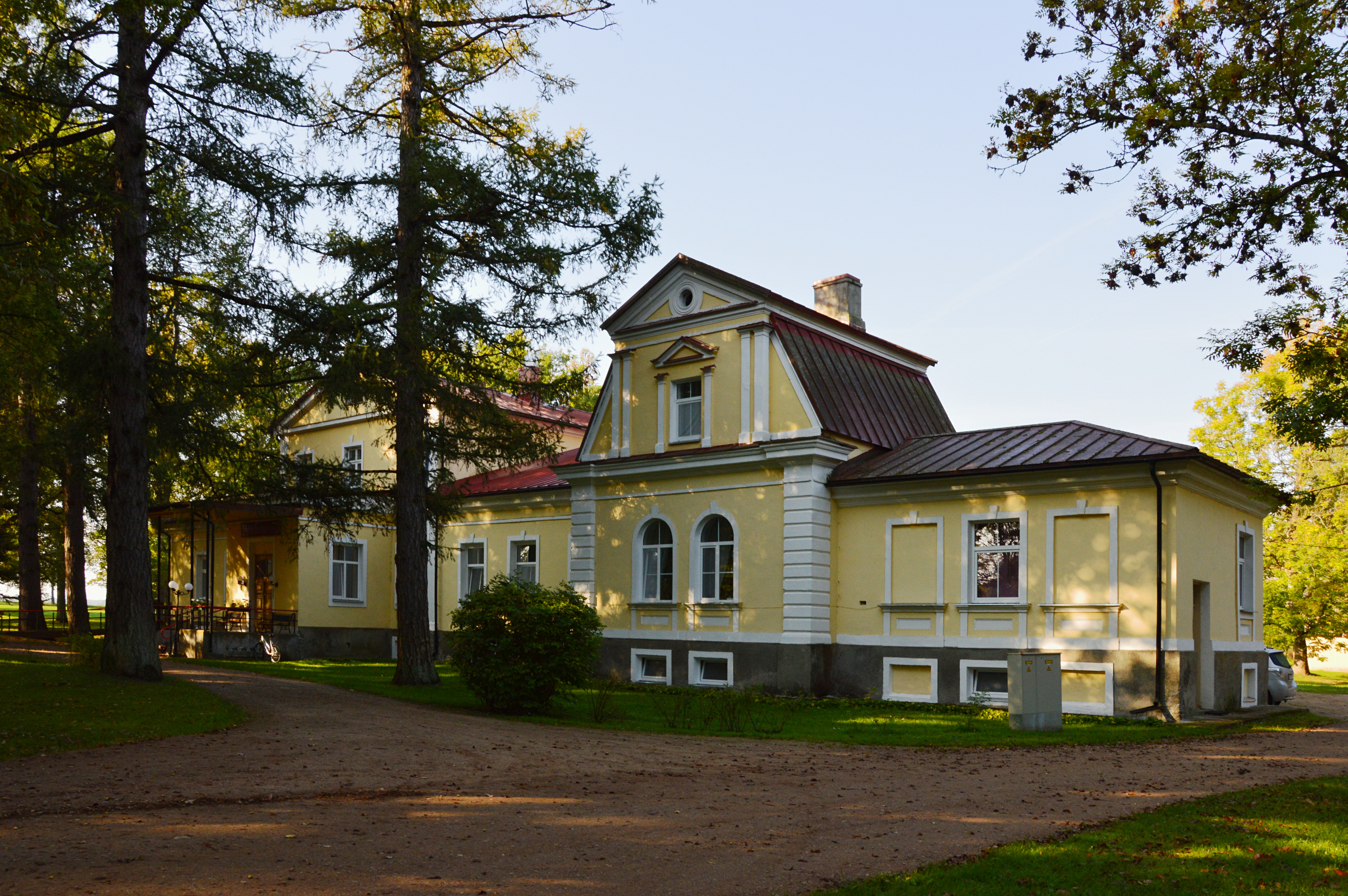
Мыза Кастер (Ууэ-Кастре)
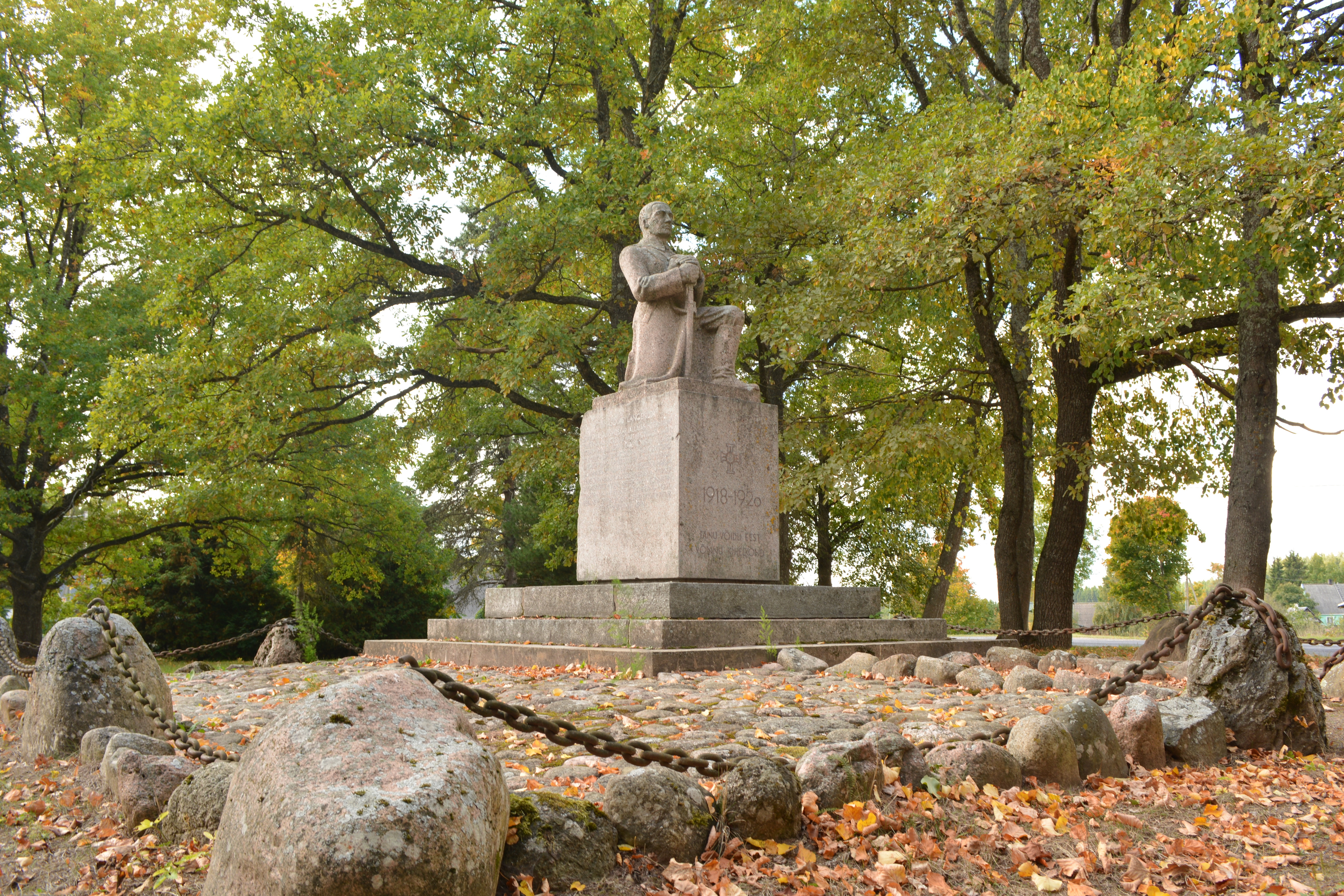
Памятник Эстонской освободительной войне в Вынну
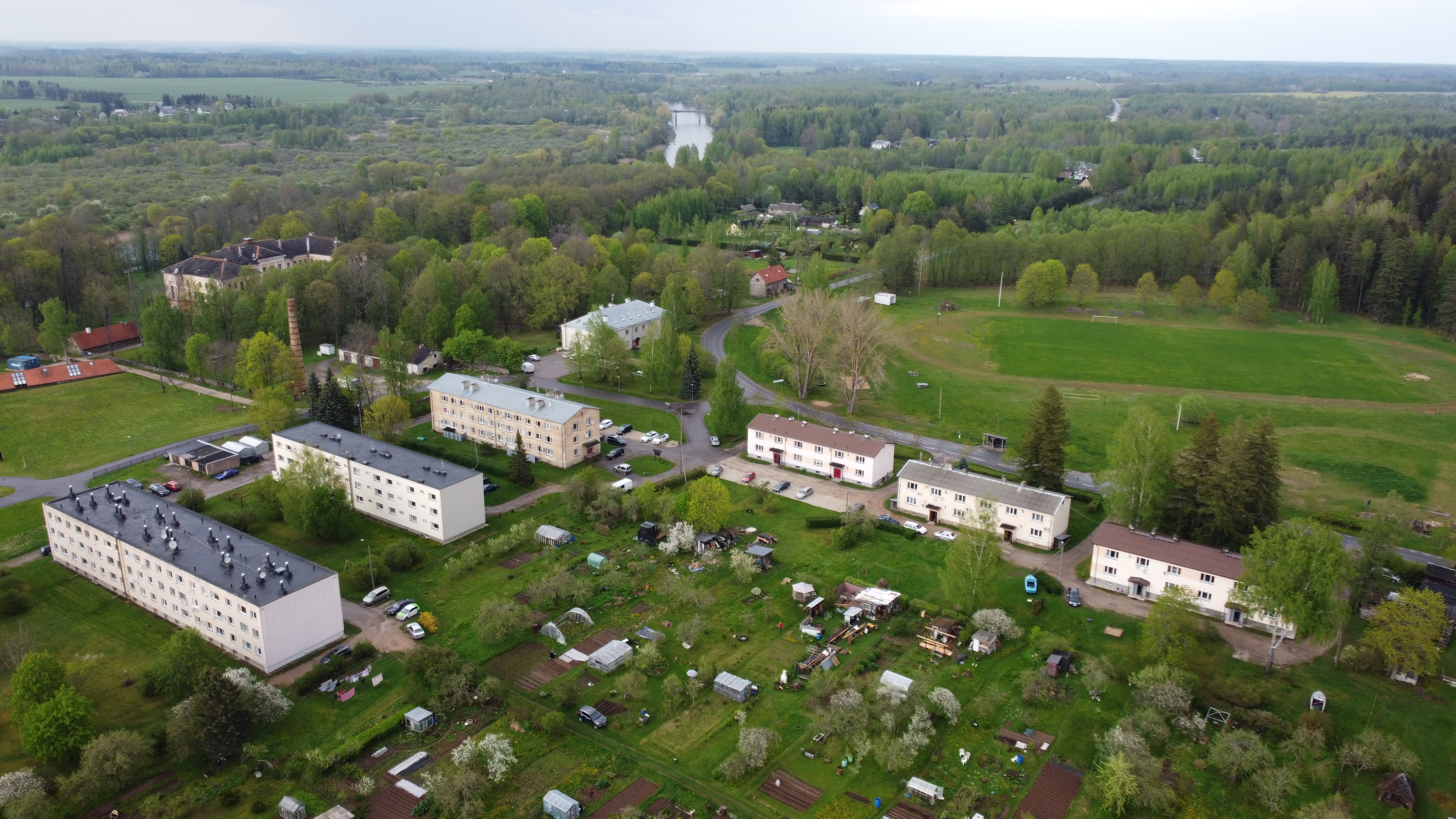
Деревня Каагвере
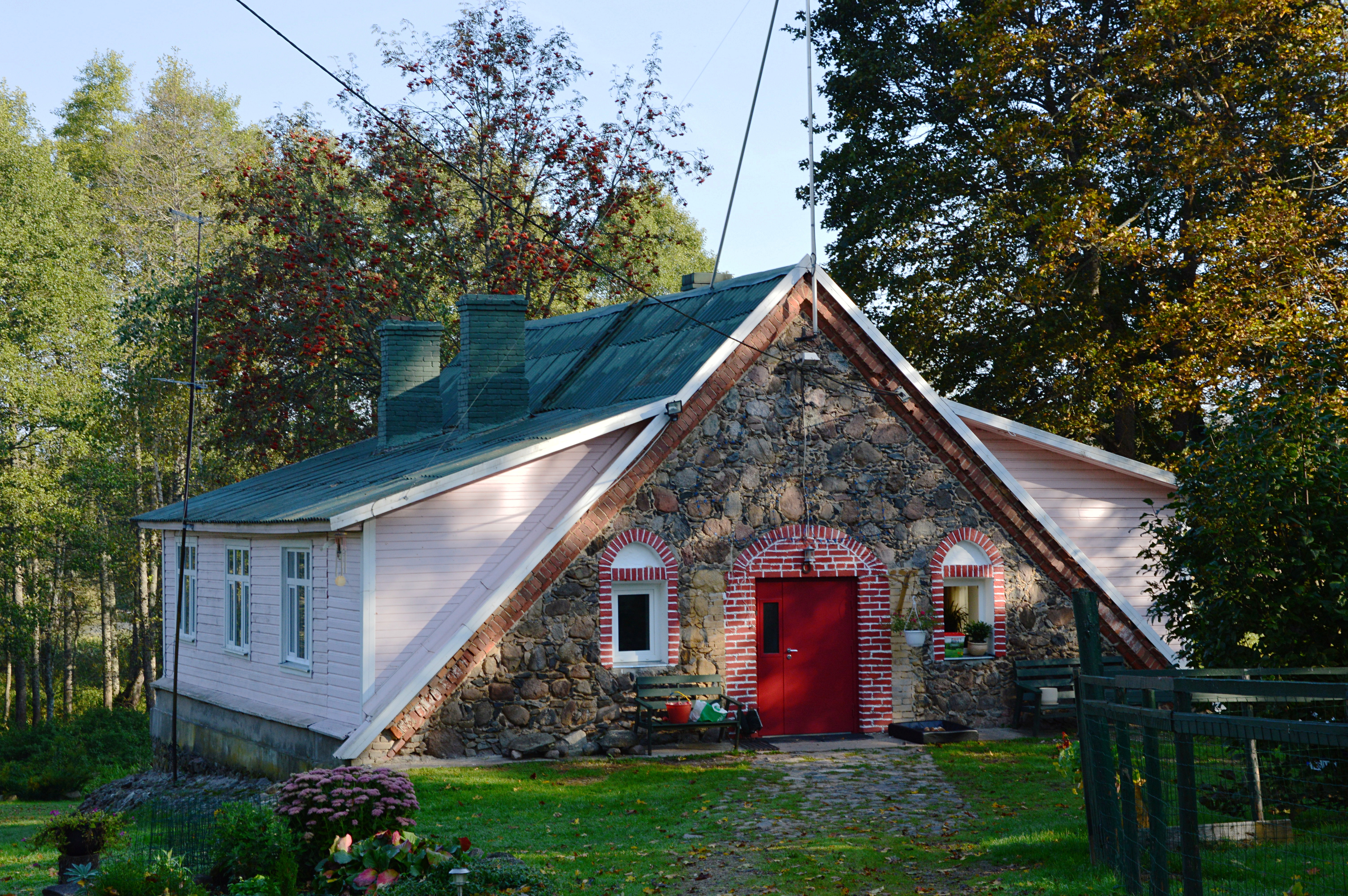
Жилой дом в деревне Кастре
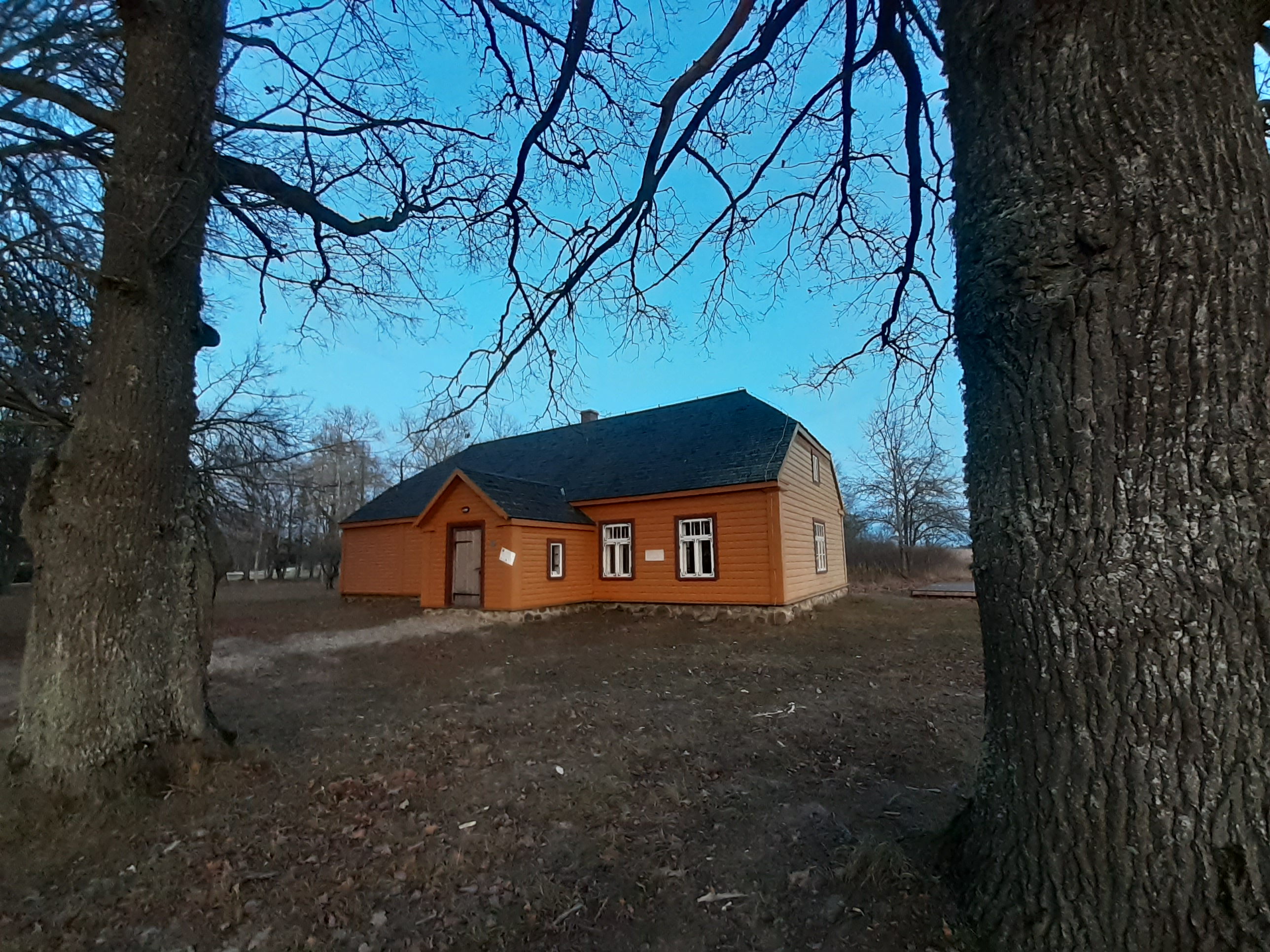
Сельская школа Сыыро (памятник культуры)
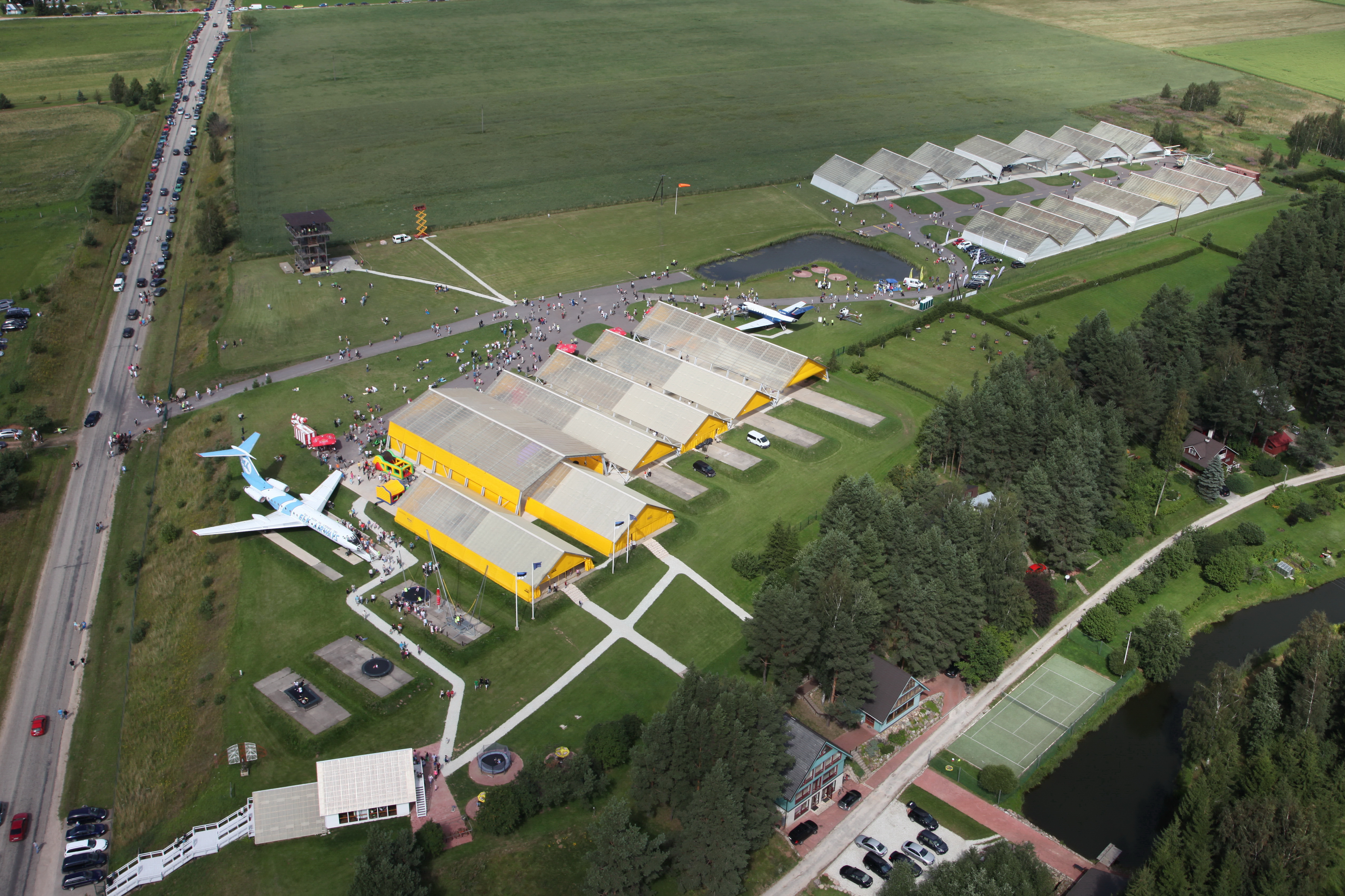
Эстонский музей авиации
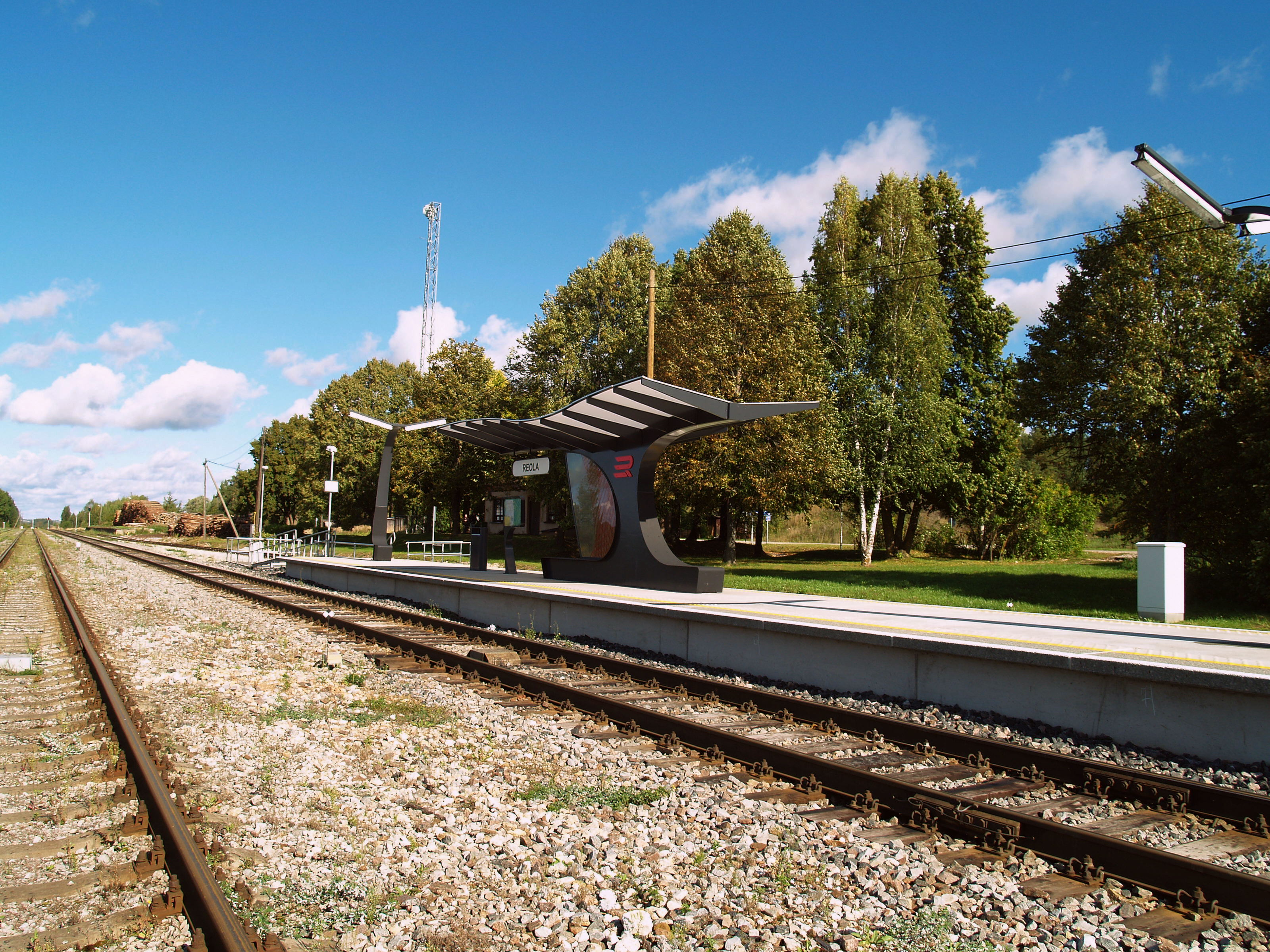
Ж/д станция Реола в деревне Тыырасте

## Комментарии
1. ↑  Эстонские топонимы, оканчивающиеся на -а, не склоняются и не имеют женского рода (исключение — Нарва)[27].